# Hans Höcherl
Hans Höcherl (* 24. März 1923 in Oberbiberg; † 15. April 2013) war ein deutscher Politiker und Universitätsprofessor für VWL an der Universität der Bundeswehr München. Von 1967 bis 1973 war er Vorsitzender der Bayernpartei.

## Leben
Höcherl hatte sowohl einen Doktorgrad der Wirtschafts- und Sozialwissenschaften (Dr. rer. pol.) als auch der Landbauwissenschaft (Dr. rer. agr.) und war als wissenschaftlicher Oberrat an der TALW (Technische Akademie der Luftwaffe) und später als Professor für Volkswirtschaftslehre an der Universität der Bundeswehr München tätig. Er war mit einer promovierten Biochemikerin aus Spanien verheiratet, mit der er drei Kinder hatte.